# 車份
車份（1446年—？），字允宜，浙江紹興府會稽縣人，民籍，明朝政治人物。

## 生平
成化十九年（1483年）癸卯科浙江鄉試第五十六名舉人。成化二十三年（1487年）中式丁未科會試第一百五十六名，三甲第一百八十三名進士。官至庆远府知府。

## 家族
曾祖車伯達；祖父車醇；父車輒，母馬氏。慈侍下。